# Mantra Hare Kryszna

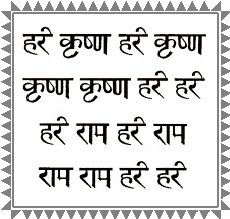
Maha Mantra w piśmie dewanagari.

Mantra Hare Kryszna – Maha Mantra (Wielkie Skierowanie Uwagi, Wielka Mantra) dla krysznaizmu. Jest to składająca się z 16 słów mantra, pochodząca z gaudija wisznuizmu, od połowy lat 60. XX wieku spopularyzowana w innych oprócz Indii krajach świata przez ruch Hare Kryszna.

## Znaczenie
Mantra zawiera 3 imiona Najwyższego Osobowego Boga (Wisznu lub Kryszny) w wołaczu: Hare (złoty, tłumaczone także jako Harā, czyli Radha – żeńska energia Kryszny), Kryszna (czarny, imię Najwyższego Boga lub 8 awataru Wisznu) i Rama (imię 7 awataru Wisznu lub awataru Kryszny).
Według Bhaktiwedanty Swamiego Prabhupady, imiona Kryszna i Rama odnoszą się do samego Boga i oznaczają: „wszechatrakcyjny” i „źródło wszelkiej przyjemności”, a Hare odnosi się do boskiej energii. Wibracja dźwięków mantry ma przekraczać wszystkie niższe stany świadomości, a powtarzanie mantry nie wymaga specjalnego skupienia czy medytacji i może być wykonywane w każdej sytuacji życia codziennego, nie tylko w ramach kultu.
| Hare Kryszna Hare Kryszna |
| Kryszna Kryszna Hare Hare |
| Hare Rama Hare Rama       |
| Rama Rama Hare Hare       |

Wyznawcy hinduizmu wierzą, że powtarzanie słów tej mantry głośno, w śpiewie (kirtan) lub cicho (dźapa), lub w myśli, wznosi umysł na wyższy poziom świadomości (ponad świat materialny) i bliżej miłości Boga.

## Historia
Maha Mantra wymieniona jest po raz pierwszy w Kali Santarana Upaniszad (VIII–III wiek p.n.e.), kiedy Brahma poucza Naradę, że złe efekty kali likwidowane są przez wypowiedzenie imion Boga (po czym wymienia 16 słów tej mantry).
Mantra została spopularyzowana około 1500 roku przez Ćajtanję Mahaprabhu, który głosił konieczność powtarzania mantry w całych Indiach. W niektórych znacznie mniej popularnych wersjach mantry słowa Hare Rama poprzedzają Hare Kryszna (chociaż nie ma to znaczenia dla oddziaływania mantry).
Od drugiej połowy lat 60. XX wieku Bhaktivedanta Swami Prabhupada na polecenie swojego guru Bhaktisiddhanty Sarasvati Thakury, zaczął rozpowszechniać praktykowanie Maha Mantry w większości krajów świata (w ramach ruchu Hare Kryszna).
W latach 70. XX wieku Maha Mantra była często błędnie utożsamiana z subkulturą hipisów (pojawia się np. w musicalu Hair, gdzie skojarzona jest przewrotnie ze słowem marihuana), chociaż w rzeczywistości wszystkich wyznawców Hare Kryszna obowiązuje ścisły zakaz używania środków odurzających (nie tylko narkotyków, ale nawet kawy i herbaty).
Maha Mantra pojawia się w wielu dziełach kultury masowej, w tym w piosenkach pop (np. Boy George, George Harrison), w muzyce klubowej (Alchemist Project – Hare Krishna) i w filmach.